# درو كارتر
درو كارتر (بالإنجليزية: Drew Carter)‏ هو لاعب كرة قدم أمريكية أمريكي، ولد في 5 سبتمبر 1981 في سولون في الولايات المتحدة.

## وصلات خارجية
- درو كارتر على موقع الاتحاد الدولي لألعاب القوى (الإنجليزية)
- درو كارتر على موقع مرجع كرة القدم المحترفة.كوم (الإنجليزية)